# Moyez G. Vassanji
Moyez G. Vassanji (ur. 30 maja 1950 w Nairobi) – pisarz kanadyjski pochodzenia kenijskiego.
Uczęszczał na uniwersytet w Nairobi, gdzie otrzymał stypendium na studia w Massachusetts Institute of Technology. Następnie otrzymał doktorat z fizyki na Uniwersytecie Pensylwanii. Wyemigrował do Kanady w 1978, gdzie pracował w laboratorium atomowym Chalk River w Ontario. W 1980 przeniósł się do Toronto, gdzie rozpoczął swoją karierę pisarską. Mieszka tam do dziś z żoną i dwoma synami.